# Aramis (hop)
Aramis is een hopvariëteit, gebruikt voor het brouwen van bier.
Deze hopvariëteit is een “aromahop”, bij het bierbrouwen voornamelijk gebruikt voor zijn aromatische eigenschappen. Deze triploïde variëteit komt uit de Franse regio Elzas en is een kruising tussen de tetraploïde hopvariëteit Strisselspalt en het mannelijke zaad van de hopvariëteit Whitbreads Golding Variety.

## Kenmerken
- Alfazuur: 7 – 8,5%
- Bètazuur: 3,8 – 4,5%
- Eigenschappen: Fruitig aroma en smaak met hints van appel en peer